# Special Olympics Spanien
Special Olympics Spanien (spanisch: Special Olympics España, englisch: Special Olympics Spain) ist der spanische Verband von Special Olympics International. Sein Ziel ist die Förderung von Sport für Menschen mit geistiger Beeinträchtigung und die Sensibilisierung der Gesellschaft für diese Mitmenschen. Außerdem betreut er die spanischen Athletinnen und Athleten bei den Special Olympics Wettkämpfen.

## Geschichte

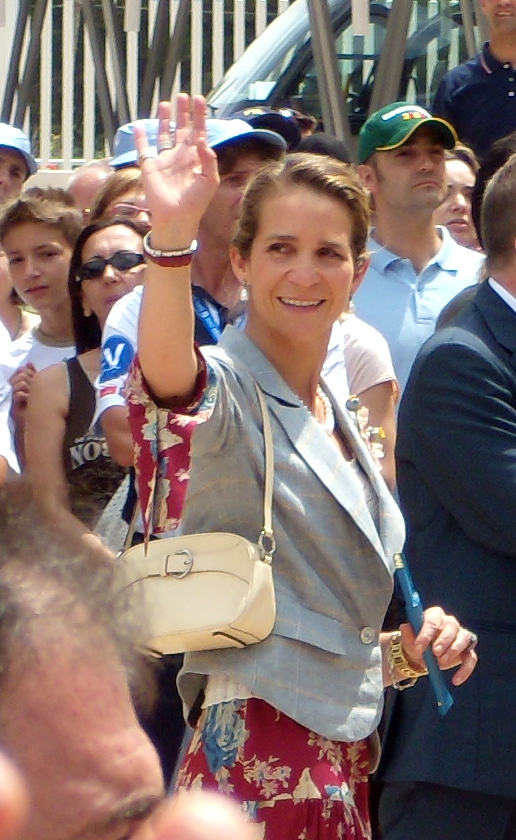
Elena von Spanien (2008)

Special Olympics España wurde 1991 auf Initiative von Elena von Spanien gegründet, die später Ehrenpräsidentin wurde.
2006 wurde die Stiftung Special Olympics España ins Leben gerufen und die Organisation vom Consejo Superior de Deportes (deutsch: Obersten Sportrat) anerkannt. 2011 folgte die Mitgliedschaft im Spanischen Paralympischen Komité Sitz der Organisation ist Barcelona. 

## Aktivitäten
2019 waren 19.498 Athletinnen, Athleten und Unified Partner sowie 2.175 Trainer bei Special Olympics España registriert.
Der Verband nahm 2019 an den Programmen Motor Activities Training Program (MATP) und Young Athletes teil, die von Special Olympics International ins Leben gerufen worden waren.

### Sportarten
Folgende Sportarten wurden 2019 vom Verband angeboten:
- Alpinski (Special Olympics)
- Badminton (Special Olympics)
- Basketball (Special Olympics)
- Boccia (Special Olympics)
- Bowling (Special Olympics)
- Fußball (Special Olympics)
- Golf (Special Olympics)
- Turnen (Special Olympics)
- Rhythmische Gymnastik (Special Olympics)
- Handball (Special Olympics)
- Hockey
- Judo
- Kanusport (Special Olympics)
- Langstreckenlauf
- Leichtathletik (Special Olympics)
- Pétanque
- Radsport (Special Olympics)
- Reiten (Special Olympics)
- Segeln (Special Olympics)
- Schneeschuhlaufen (Special Olympics)
- Schwimmen (Special Olympics)
- Skilanglauf (Special Olympics)
- Tischtennis (Special Olympics)
- Tennis (Special Olympics)

### Teilnahme an Weltspielen vor 2020
(Quelle:)

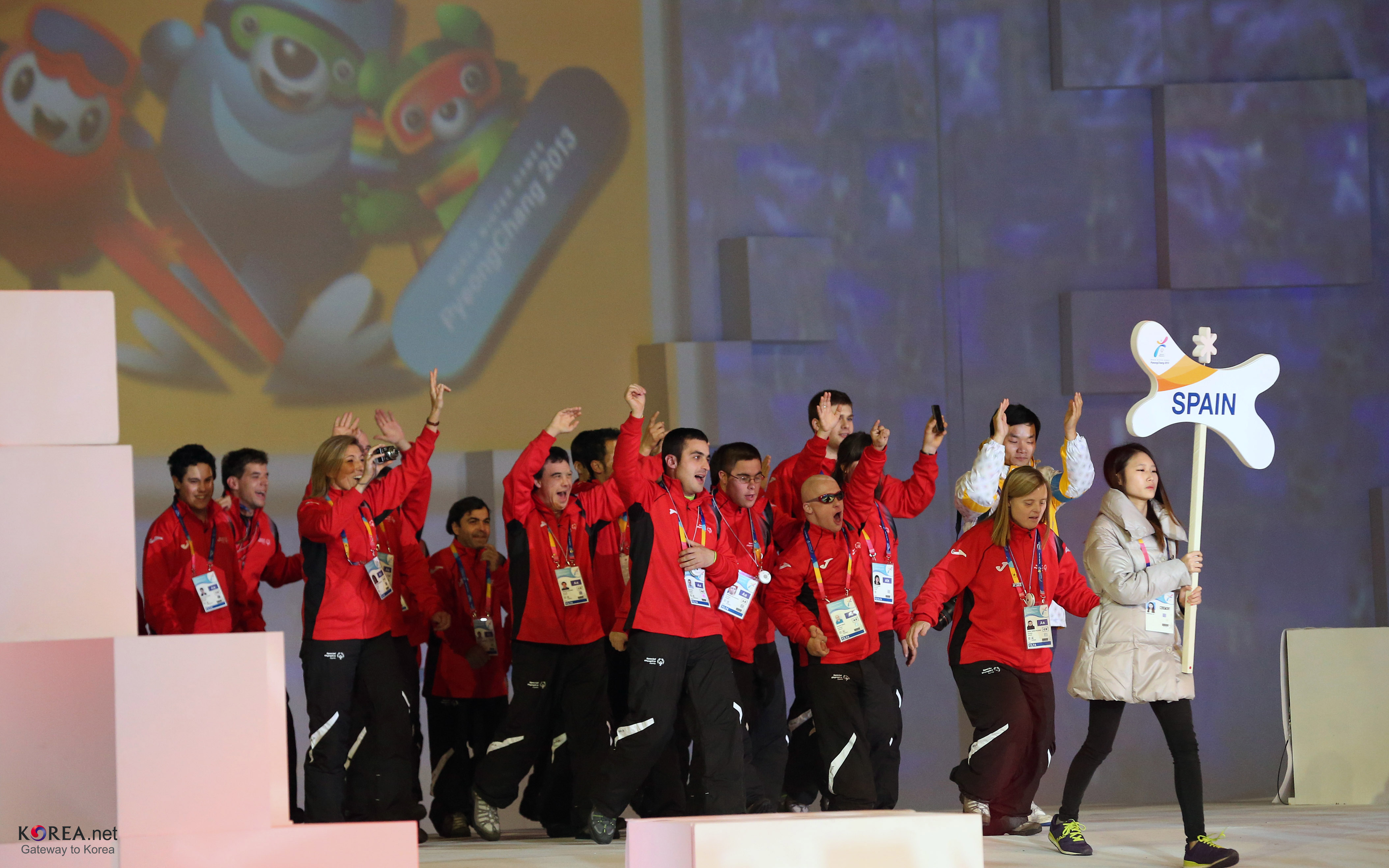
Team Spanien bei den Special Olympics 2013 in Südkorea

• 2007 Special Olympics World Summer Games, Shanghai, China (84 Athletinnen und Athleten)
• 2009 Special Olympics World Winter Games, Boise, USA (46 Athletinnen und Athleten)
• 2011 Special Olympics World Summer Games, Athen (109 Athletinnen und Athleten)
• 2013 Special Olympics World Winter Games, PyeongChang, Südkorea (28 Athletinnen und Athleten)
• 2015 Special Olympics World Summer Games, Los Angeles, USA (73 Athletinnen und Athleten)
• 2017 Special Olympics World Winter Games, Graz-Schladming-Ramsau, Österreich (52 Athletinnen und Athleten)
• 2019 Special Olympics, World Summer Games, Abu Dhabi (107 Athletinnen und Athleten)

### Teilnahme an den Special Olympics World Summer Games 2023 in Berlin
Special Olympics España beteiligte sich an den Special Olympics World Summer Games 2023. Die Delegation wurde vor den Spielen im Rahmen des Host Town Program von Gangelt betreut. Sie bestand aus über 100 Athletinnen und Athleten. Das Team gewann bei diesen Weltspielen  9 Gold-, 13 Silber- und 14 Bronzemedaillen.

### Teilnahme an Weltspielen nach 2023
2025 Special Olympics World Winter Games, Turin, Italien (35 Athletinnen und Athleten)